# Meurtre au vestiaire
Meurtre au vestiaire —  Over My Dead Body dans l'édition originale américaine — est un roman policier américain de Rex Stout, publié en 1940. C’est le septième roman de la série policière ayant pour héros Nero Wolfe et son assistant Archie Goodwin.

## Historique
Le roman est d’abord publié dans une version abrégée dans le mensuel The American Magazine de septembre 1939. Il paraît en volume dans sa version intégrale en janvier 1940 chez Farrar & Rinehart.

## Personnages
- Nero Wolfe : détective privé
- Archie Goodwin : jeune assistant de Nero Wolfe et narrateur du récit
- Carla Lovchen : belle jeune fille du Monténégro
- Neya Tormic : amie de Carla
- Nikola Miltan — champion d’épée macédonien et propriétaire d’une école d’escrime de Manhattan
- Jeanne Miltan : épouse de Nikola Miltan
- John P. Barrett : banquier international
- Donald Barrett : fils de John P. Barrett
- Madame Zorka : couturière, cliente de l’école de Nikola Miltan, et partenaire d’affaires de Donald Barrett
- L’inspecteur Cramer : chef de l’escouade des homicides de la police de New York
- Nat Driscoll, Rudolph Faber et Percy Ludlow : élèves de l’école de Nikola Miltan
- Saul Panzer, Fred Durkin et Orrie Cather : détectives à l’emploi de Nero Wolfe

## Résumé
À la fin de novembre 1939, Carla Lovchen, une jeune fille récemment émigrée d’Europe centrale, se présente chez Nero Wolfe. Venue avec une amie, Neya Tormic, également native du Monténégro, elle sollicite l’aide du célèbre détective pour se disculper d’une accusation de vol de bijoux : des diamants ont été subtilisés dans le coffre-fort de l’école d'escrime où travaillent les deux jeunes femmes.  Carla n’entend pas payer pour les services du détective, car, documents à l’appui, elle affirme être la propre fille adoptive de Nero Wolfe que ce dernier a perdue de vue depuis la Première Guerre mondiale.
Dépêché à l’école de Nikola Miltan, Archie Goodwin constate que l’affaire, déjà fort complexe, se double bientôt du meurtre d’un banquier, transpercé par une épée, sur fond d’intrigues politiques et financières internationales, car une princesse croate chercherait à accumuler des fonds pour nouer une alliance, en Europe, avec les nazis.
Nero Wolfe parvient à tirer du pétrin sa fille adoptive, mais non sans être contraint d’agresser le coupable et de lui fendre le crâne à l’aide de deux bouteilles de bière. Disculpée, Carla trouve un emploi dans une agence de voyages de la Cinquième Avenue, dont elle épouse le propriétaire l’année suivante.

## Éditions
Édition originale en anglais
- (en) Rex Stout, Over My Dead Body, New York, Farrar & Rinehart, 1940

Éditions françaises
- (fr) Rex Stout (auteur), Edmond Michel-Tyl (traducteur) et Madeleine Michel-Tyl (traducteur), Meurtre au vestiaire [«  Over My Dead Body  »], Paris, Fayard, coll. « L’Homme aux orchidées no 7 », 1950, 221 p. (BNF 32449202)
- (fr) Rex Stout (auteur), Edmond Michel-Tyl (traducteur) et Madeleine Michel-Tyl (traducteur), Meurtre au vestiaire [«  Over My Dead Body  »], Paris, Librairie des Champs-Élysées, coll. « Le Club des Masques no 317 », 1977, 186 p. (ISBN 2-7024-0817-6, BNF 34590411)
- (fr) Rex Stout (auteur), Edmond Michel-Tyl (traducteur) et Madeleine Michel-Tyl (traducteur) (trad. de l'anglais), Meurtre au vestiaire [«  Over My Dead Body  »], Paris, Payot & Rivages, coll. « Rivages/Mystère no 6 », 1988, 220 p. (ISBN 2-86930-180-4, BNF 34958472)

## Adaptations à la télévision
- 2001 : Nero garde son calme (Over My Dead Body), saison 1, épisodes 11 et 12 de la série télévisée américaine Les Enquêtes de Nero Wolfe, réalisés par Timothy Hutton, d’après le roman Meurtre au vestiaire, avec Maury Chaykin dans le rôle de Nero Wolfe, et Timothy Hutton dans celui d’Archie Goodwin.
- 2012 : Coppia di Spade, saison 1, épisode 8 de la série télévisée italienne Nero Wolfe, réalisé par Riccardo Donna, d’après le roman Meurtre au vestiaire, avec Francesco Pannofino dans le rôle de Nero Wolfe, et Pietro Sermonti dans celui d’Archie Goodwin.

## Sources
- André-François Ruaud. Les Nombreuses Vies de Nero Wolfe - Un privé à New York, Lyon, Les moutons électriques, coll. Bibliothèque rouge, 2008  (ISBN 978-2-915793-51-2)
- J. Kenneth Van Dover. At Wolfe's Door: The Nero Wolfe Novels of Rex Stout, 2e édition, Milford Series, Borgo Press, 2003  (ISBN 0-918736-51-X).